# Виборчі округи Ісландії

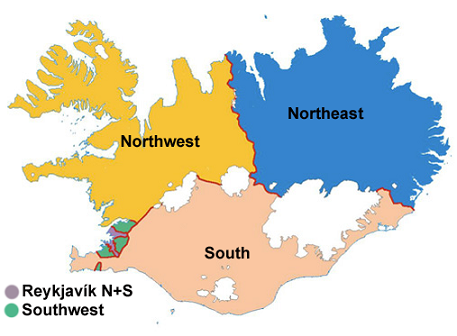
Виборчі округи Ісландії

Ісландія поділена на шість виборчих округів на яких обирають конгресменів до Парламенту Ісландії.

## Виборчі округи
| Виборчний округ                           | Назва ісландською          | Число конгресменів |
| ----------------------------------------- | -------------------------- | ------------------ |
| Північний виборчий округ Рейк'явіка       | Reykjavíkurkjördæmi norður | 11                 |
| Південний виборчий округ Рейк'явіка       | Reykjavíkurkjördæmi suður  | 11                 |
| Північно-західний виборчий округ Ісландії | Norðvesturkjördæmi         | 9                  |
| Північно-східний виборчий округ Ісландії  | Norðausturkjördæmi         | 10                 |
| Південний виборчий округ Ісландії         | Suðurkjördæmi              | 10                 |
| Південно-західний виборчий округ Ісландії | Suðvesturkjördæmi          | 12                 |